# Želechovice nad Dřevnicí
Želechovice nad Dřevnicí é uma comuna checa localizada na região de Zlín, distrito de Zlín.